# Cabeceiras do Piauí
Cabeceiras do Piauí è un comune del Brasile nello Stato del Piauí, parte della mesoregione del Norte Piauiense e della microregione del Baixo Parnaíba Piauiense.